# Мартенко Володимир Миколайович
Володи́мир Микола́йович Марте́нко (20 серпня 1969, с. Маслівка, Миронівський район, Київська область, Українська РСР — 13 грудня 2016, Авдіївка, Донецька область, Україна) — старший лейтенант Збройних Сил України, учасник війни на Сході України.

## Життєпис
Народився 20 серпня 1969 року в місті Миронівка. В 1984 році закінчив Маслівську 8-річну школу. Два роки навчався в Миронівській середній школі № 1, яку закінчив у 1986 році.
З 1 вересня 1986 року по 19 червня 1987 року навчався в м. Черкаси, де отримав спеціальність — радіомеханік.
З 1987 року по 1991 рік проходив навчання у Пермському вищому військово-командному училищі, де здобув професію офіцера мотострілецьких військ.
Три роки був командиром спец загону, який брав участь у бойових діях в Нагорному Карабасі.
Після демобілізації з військової служби працював у Миронівському лінійному відділенні у справах перевірки вантажів оперативником у званні капітана.
Одружений. Дружина — Людмила. Батько двох синів — Романа і Богдана.
З 2009 року працював майстром лісу в Маслівському лісництві Ржищівського ДЛГ.
У серпні 2014 року був мобілізований у 2-гу окрему Галицьку бригаду Національної гвардії України. Виконував бойові завдання в зоні АТО. Був командиром роти.
З червня 2016 року призваний Миронівським РВК у Київській області та був призначений командиром механізованого взводу 5-ї механізованої роти 2-го механізованого батальйону 72-ї окремої механізованої бригади.
Загинув 13 грудня 2016 року під час несення служби в районі смт Верхньоторецьке, Ясинуватський район, Донецька область. Разом з Володимиром загинув старший солдат Євгеній Ремешівський.

## Нагороди
Указом Президента України № 23/2017 від 3 лютого 2017 року «за особисту мужність, виявлену у захисті державного суверенітету та територіальної цілісності України, самовіддане виконання військового обов'язку» нагороджений орденом «Богдана Хмельницького» III ступеня (посмертно).